# Championnat du Turkménistan de football 1994
Navigation
Saison 1993 Saison 1995
La saison 1994 du Championnat du Turkménistan de football est la troisième édition de la première division au Turkménistan. La compétition regroupe les dix meilleurs clubs du pays au sein d'une poule unique, où ils s'affrontent deux fois, à domicile et à l'extérieur. À l'issue de la saison, afin de permettre le passage du championnat à 12 équipes, il n'y a pas de relégation et les deux meilleurs clubs de deuxième division sont promus.
C'est le club de Köpetdag Achgabat, double tenant du titre, qui remporte à nouveau la compétition cette saison après avoir terminé en tête du classement final, avec sept points d'avance sur l'un des promus, Nisa Achgabat et onze sur Merw Mary. C'est le troisième titre de champion du Turkménistan de l'histoire du club.

## Les clubs participants
| - Köpetdag Achgabat - Nebitçi Nebitdag - Merw Mary - Sport Buzmeyin - FK Babadayhan - Promu de D2 | - Khlopkovik Tchardjou - Promu de D2 - Nisa Achgabat - Promu de D2 - Lebap Tchardjou - Şagadam Türkmenbaşy - Promu de D2 - Turan Dashoguz |

## Compétition
Le barème de points servant à établir le classement se décompose ainsi :
- Victoire : 3 points
- Match nul : 1 point
- Défaite : 0 point

### Classement
| Rang | Équipe                | Pts | J  | G  | N | P  | Bp | Bc | Diff |
| ---- | --------------------- | --- | -- | -- | - | -- | -- | -- | ---- |
| 1    | Köpetdag Achgabat'T'C | 31  | 18 | 15 | 1 | 2  | 56 | 11 | +45  |
| 2    | Nisa AchgabatP        | 24  | 18 | 12 | 0 | 6  | 42 | 25 | +17  |
| 3    | Merw Mary             | 20  | 18 | 7  | 6 | 5  | 22 | 18 | +4   |
| 4    | FK BabadayhanP        | 19  | 18 | 8  | 3 | 7  | 21 | 17 | +4   |
| 5    | Khlopkovik TchardjouP | 18  | 18 | 8  | 2 | 8  | 14 | 25 | -11  |
| 6    | Sport Buzmeyin        | 17  | 18 | 6  | 5 | 7  | 21 | 23 | -2   |
| 7    | Nebitçi Nebitdag      | 16  | 18 | 7  | 2 | 9  | 24 | 31 | -7   |
| 8    | Turan Dashoguz        | 16  | 18 | 7  | 2 | 9  | 21 | 30 | -9   |
| 9    | Şagadam TürkmenbaşyP  | 15  | 18 | 7  | 1 | 10 | 15 | 24 | -9   |
| 10   | Lebap Tchardjou       | 4   | 18 | 1  | 2 | 15 | 8  | 40 | -32  |

|  | Qualification pour la Coupe d'Asie des clubs champions 1995-1996                   |
|  | Qualification pour la Coupe des Coupes 1995-1996                                   |
|  | T : Tenant du titre C : Vainqueur de la Coupe du Turkménistan P : Club promu de D2 |

## Bilan de la saison
| Championnat du Turkménistan de football 1994                             |                                  |
| Champion                                                                 | Köpetdag Achgabat (3e titre)     |
| Coupes et trophées                                                       |                                  |
| Vainqueur de la Coupe du Turkménistan 1994                               | Köpetdag Achgabat                |
| Qualifications continentales                                             |                                  |
| Coupe d'Asie des clubs champions 1995-1996                               | Köpetdag Achgabat                |
| Coupe des Coupes 1995-1996                                               | Turan Dashoguz                   |
| Promotions et relégations                                                |                                  |
| Promus en Yokary Liga                                                    | UORT Achgabat                    |
| Promus en Yokary Liga                                                    | Vass Dashoguz                    |
| Relégués en Championnat du Turkménistan de football de deuxième division | Aucun (passage de 10 à 12 clubs) |